# Glumsø Sogn
Glumsø Sogn var et sogn i Næstved Provsti (Roskilde Stift).
Bavelse Sogn havde siden 1649 været anneks til Glumsø Sogn. Begge sogne hørte til Tybjerg Herred i Præstø Amt. Glumsø-Bavelse sognekommune var i 1962 kernen i Glumsø Kommune, der ved kommunalreformen i 1970 blev indlemmet i Suså Kommune, som ved strukturreformen i 2007 indgik i Næstved Kommune.
1.	december 2024 indgik sognet i Glumsø-Bavelse-Næsby Sogn
I Glumsø Sogn ligger Glumsø Kirke.
I sognet findes følgende autoriserede stednavne:
- Degnemark (bebyggelse)
- Flensborggård (landbrugsejendom)
- Glumsø (bebyggelse, ejerlav)
- Husmandsmark (bebyggelse)
- Nødholm (bebyggelse, ejerlav)
- Præstemark (bebyggelse)
- Skyttemark (bebyggelse)
- Åsø (bebyggelse, ejerlav)